# Alain Bergala
Alain Bergala (Brinhòla, 8 de setembre de 1943) és un director de cinema francès. Ha estat redactor en cap i director de col·lecció a Cahiers du Cinéma. És autor de nombrosos articles i obres sobre el cinema dedicats a Jean-Luc Godard, Rossellini, Bergman, Kiarostami, etc. També és autor de Magnum cinéma. Assessor de cinema del Ministeri d'Educació del 2000 al 2002, també ha realitzat diverses pel·lícules per al cinema i la televisió. Comissari de l'exposició Correspondències: Erice-Kiarostami (a Barcelona el 2006 i a Beaubourg el 2007), actualment imparteix classes de cinema a la Universitat de París III i a La Fémis.